# Eric Wright (football américain)
(en) Statistiques sur pro-football-reference
Eric Cortez Wright (né le 18 avril 1959 à East Saint Louis) est un joueur américain de football américain.

## Biographie

### Enfance
Wright étudie à la Assumption East Saint-Louis High School et en sort diplômé en 1977,. 

### Carrière
Il entre à l'université du Missouri en 1977 et joue pendant trois saisons avec l'équipe de football américain des Tigers sous les ordres de Warren Powers. Wright est nommé à deux reprises dans l'équipe de la saison de la Big 8 Conference et participe à trois bowls avec sa faculté.
Le cornerback détient le record du plus grand nombre de passes interceptées lors d'un bowl par un joueur de l'université du Missouri avec trois face aux Aztecs de San Diego State en 1979. Eric Wright reçoit une nomination dans l'équipe du siècle des Tigers du Missouri.
Eric Wright est sélectionné au second tour de la draft 1981 de la NFL par les 49ers de San Francisco au quarantième choix. Il constitue une paire de défenseurs redoutables avec Ronnie Lott et côtoie des joueurs comme Joe Montana ou encore Jerry Rice. Wright remporte quatre Super Bowls avec San Francisco et intercepte des passes lors des éditions XVI et XIX. Il reçoit deux sélections au Pro Bowl et dans l'équipe All-Pro. 
Après cette période dorée, Wright se retrouve gravement blessé lors des saisons 1986 et 1987 avant de revenir comme titulaire en 1988 et de prendre sa retraite après l'exercice 1990. Cependant, le défenseur reste dans l'organigramme des 49ers par la suite et devient responsable des anciens joueurs au sein de la franchise de San Francisco.